# ثياجوس دوس سانتوس
ثياجوس دوس سانتوس، (بالبرتغالية: Thiagus dos Santos)، مواليد 25 يناير 1989 في البرازيل، هو لاعب كرة يد برازيلي يلعب كظهير أيسر يلعب حاليا مع نادي برشلونة لكرة اليد. مثل منتخب البرازيل لكرة اليد. شارك في دورة الألعاب الأولمبية الصيفية سنة 2016. حقق المركز الأول في دورة الألعاب الأمريكية 2015.

## سجل المنافسة
شارك في البطولات التالية:
- بطولة العالم لكرة اليد للرجال 2015
- الألعاب الأولمبية الصيفية 2016

## الإنجازات
- الدوري الإسباني لكرة اليد:
  - الوصافة: 2013، 2014

## روابط خارجية
- ثياجوس دوس سانتوس على موقع الاتحاد الدولي لكرة اليد (الإنجليزية)
- ثياجوس دوس سانتوس على موقع الاتحاد الأوروبي لكرة اليد (الإنجليزية)
- ثياجوس دوس سانتوس على موقع اللجنة الأولمبية الدولية (الإنجليزية)
- ثياجوس دوس سانتوس على موقع أوليمبيديا (الإنجليزية)
- ثياجوس دوس سانتوس على موقع اللجنة الأولمبية البرازيلية (البرتغالية)